# Вертикос
Вертико́с — село в Каргасокском районе Томской области России. Административный центр и единственный населённый пункт Вертикосского сельского поселения.

## География
Село Вертикос расположено в северо-восточной части Каргасокского района в 106 км от Каргаска.

## История

### Висков Яр
В непосредственной близости от современного с. Вертикос на Оби располагались старинные поселения южных селькупов (группа чумэлкуп) — юрты Висков (Весков) Яр 1-й и Висков Яр 2-й. В 1911 г.:
Висков Яр 1-й: 3 хозяйства — 13 человек жителей, все русские.
Висков Яр 2-й: 6 хозяйств — 35 человек жителей, из них 12 селькупов и 23 русских.
Поселения относились к Тымской инородческой волости (1-й половины).

#### Название
Селькупское название — Кожа́р маҗь, буквально «мамонтов яр». Название «Веско́в яр» происходит от восточнохантыйского вэс «мамонт».

### Вертикос
Село Вертикос образовано в 1926 году как поселение хантов и селькупов. В селе развивалась лесная промышленность, позже был построен шпалозавод. В 1980-х годах началось строительство газокомпрессорной станции и электроподстанции.

## Население
| 2002 | 2006 | 2010 | 2012 | 2013 | 2014 | 2015 |
| ---- | ---- | ---- | ---- | ---- | ---- | ---- |
| 664  | ↘625 | ↘611 | ↘587 | ↘584 | ↘573 | ↘570 |
| 2016 | 2017 | 2018 | 2019 | 2020 | 2021 |      |
| ↘559 | ↘551 | ↘517 | ↗532 | ↘531 | ↘504 |      |

Национальный состав
Основная национальность — русские (96,3 %), также в селе проживают представители малых народов Севера — селькупы (1,1 %), ханты (0,6 %).
Гендерный состав
По данным переписи 2010 года население — 611 человек, в том числе 306 мужчин и 305 женщин.

## Экономика
Основное предприятие — газокомпрессорная станция (100 сотрудников). Работают детский сад на 30 мест, школа на 120 учеников, почта, фельдшерско-акушерский пункт, библиотека, 2 пекарни, торговые точки.